# Chiesa di Santa Maria delle Grazie (Cocullo)
La chiesa di Maria delle Grazie si trova a Cocullo, in provincia dell'Aquila.

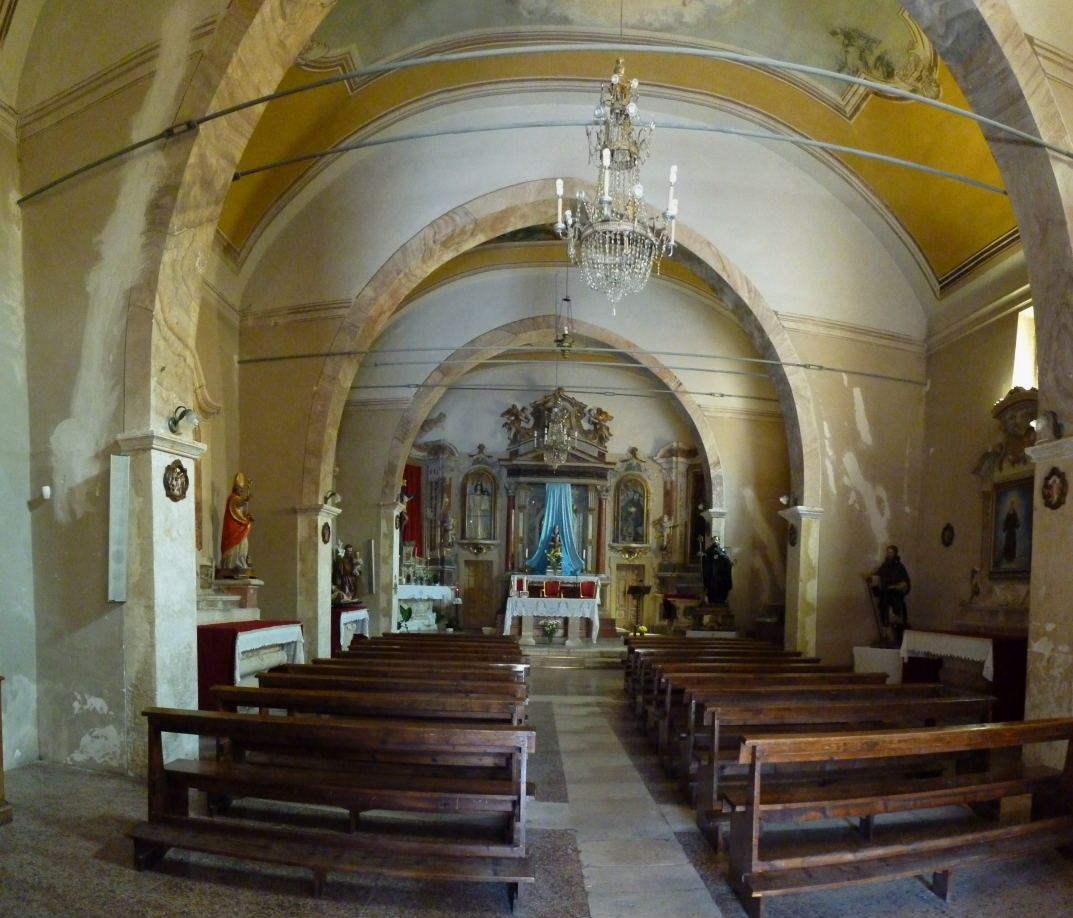
L'interno

La chiesa è in posizione centrale nel paese, in piazza Madonna delle Grazie. Dal 2009 dopo il terremoto ospita la statua di San Domenico di Sora, e le celebrazioni della festa patronale del 1 maggio, dato che il santuario di San Domenico, danneggiato, non è stato ancora restaurato.

## Descrizione
L'impianto originale dell'edificio risale al XIII secolo ma ha subito numerosi interventi che gli hanno conferito l'aspetto attuale. La facciata è arricchita da un rosone, da un architrave scolpito che raffigura l'Agnus Dei e da due statue del XVI secolo, poste in edicole che incorniciano un semplice portale rettangolare sovrastato da una lunetta ogivale, in passato affrescata. Un secondo portale, anch'esso rettangolare, si trova sulla fiancata destra della chiesa e risale al 1552.
Al centro della lunetta da un rilievo dell'Agnus Dei medievale con la croce. Il portale è sormontato da una lunetta ogivale in origine affrescata, l'affresco è del XVI secolo, si riconosce a stento la Madonna col Bambino. La lunetta è sostenuta da colonne e capitelli ed elementi vegetali di foglie, affiancate da mensole d'imposta di cui la destra conserva la decorazione a carattere antropomorfo.
Ai lati del portale sono presenti due lesene rettangolari del XVI secolo, con edicole rettangolari che terminano a tempietto 
con cuspide, contenenti statue di santi, un elemento del tutto simile al portale monumentale di Nicola Salvitti del Duomo di San Panfilo a Sulmona. In asse col portale al centro di faccia si trova il rosone a raggiera medievale, con 8 colonnine e arcatelle trilobate a sesto acuto, collocate dentro una cornice ornata in foglie di palma intagliate.
L'interno della chiesa è a navata unica, diviso in quattro campate a sesto ribassato, in modo da formare profondi archi di divisione.
Lungo le pareti laterali in corrispondenza ci ciascuna campata ci sono una coppia di altari, nell'abside sono poste simmetricamente ai lati dell'altare coppie di nicchie con statue di santi.
All'interno, pesantemente modificato nel XVIII secolo, sono conservati degli affreschi cinquecenteschi raffiguranti la Crocifissione (opera di un maestro diverso dal Trittico posto accanto, realizzato con maggiore cura dello stile manierista), la Deposizione e un trittico con sant'Antonio abate (riconoscibile dal fuoco delle tentazioni sulla mano), Maria Maddalena e Sant'Amico di Rambona, sempre in affresco.
Si grande pregio sono le statue barocche dedicate a san Nicola, Santa Maria del Rosario col Bambino, al lato dell'altare maggiore, di San Rocco e Sant'Antonio, nonché San Giuseppe col Bambino. Gli altari barocchi sono di scuola sulmonese, a tabernacolo con tre nicchie, decorate da fregi e motivi vegetali e umani, con putti angelici a testa alata e angeli con trombe. Il materiale è finto marmo e stucco dipinto. La nicchia maggiore accoglie la statua della Beata Vergine delle Grazie col Bambino, opera rinascimentale del XV secolo di scuola aquilana, che sembra ispirarsi alle opere di Silvestro di Giacomo, molto proporzionata nei volti delle due figure.
Pregevole è la statua settecentesca di San Domenico, ritratto in abito nero di frate questuante,con una piccola nicchia sul.petto per accogliere la reliquia del dente, il santo regge con una mano il bastone da viaggio, con l'altra benedice.
Nel 1902 è stata dichiarata monumento nazionale.

## Liturgia  di San Domenico abate
Dal 2009 a causa dei danni del terremoto al santuario di San Domenico, le celebrazioni si svolgono in questa chiesa, in occasione della festa patronale. Il primo maggio di mattina si celebra la Santa Messa nella chiesa, dopo che i pellegrini suonano la campanella accanto alla sacrestia tirando la corda coi denti, in segno di devozione verso il potere curativo del santo contro il mal di denti e il morso di cani rabbiosi.
Al termine della funzione, la statua è portata fuori dalla chiesa e adornata con le serpi vive, tra cui i cervoni.

## Galleria d'immagini

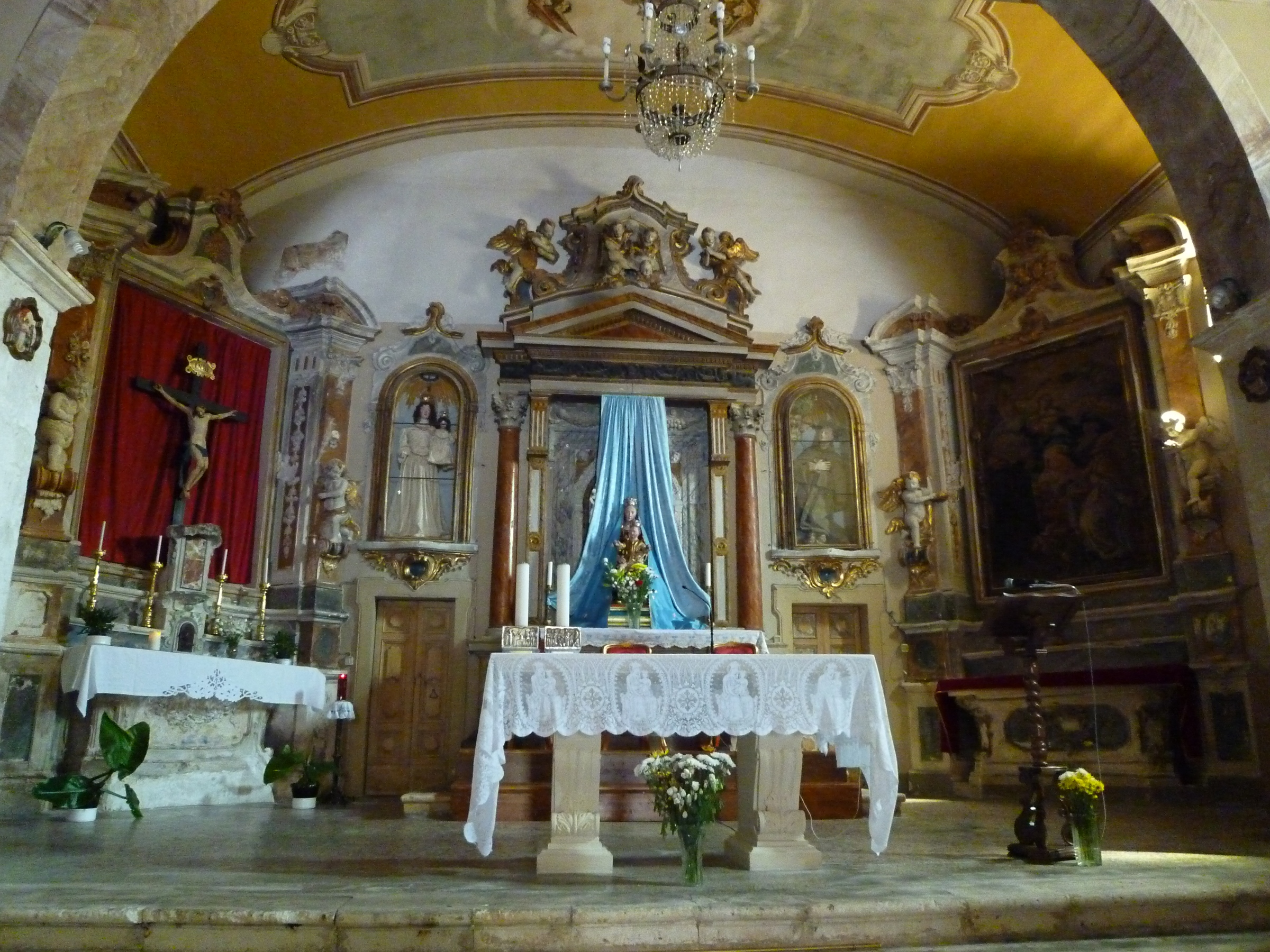
Il presbiterio
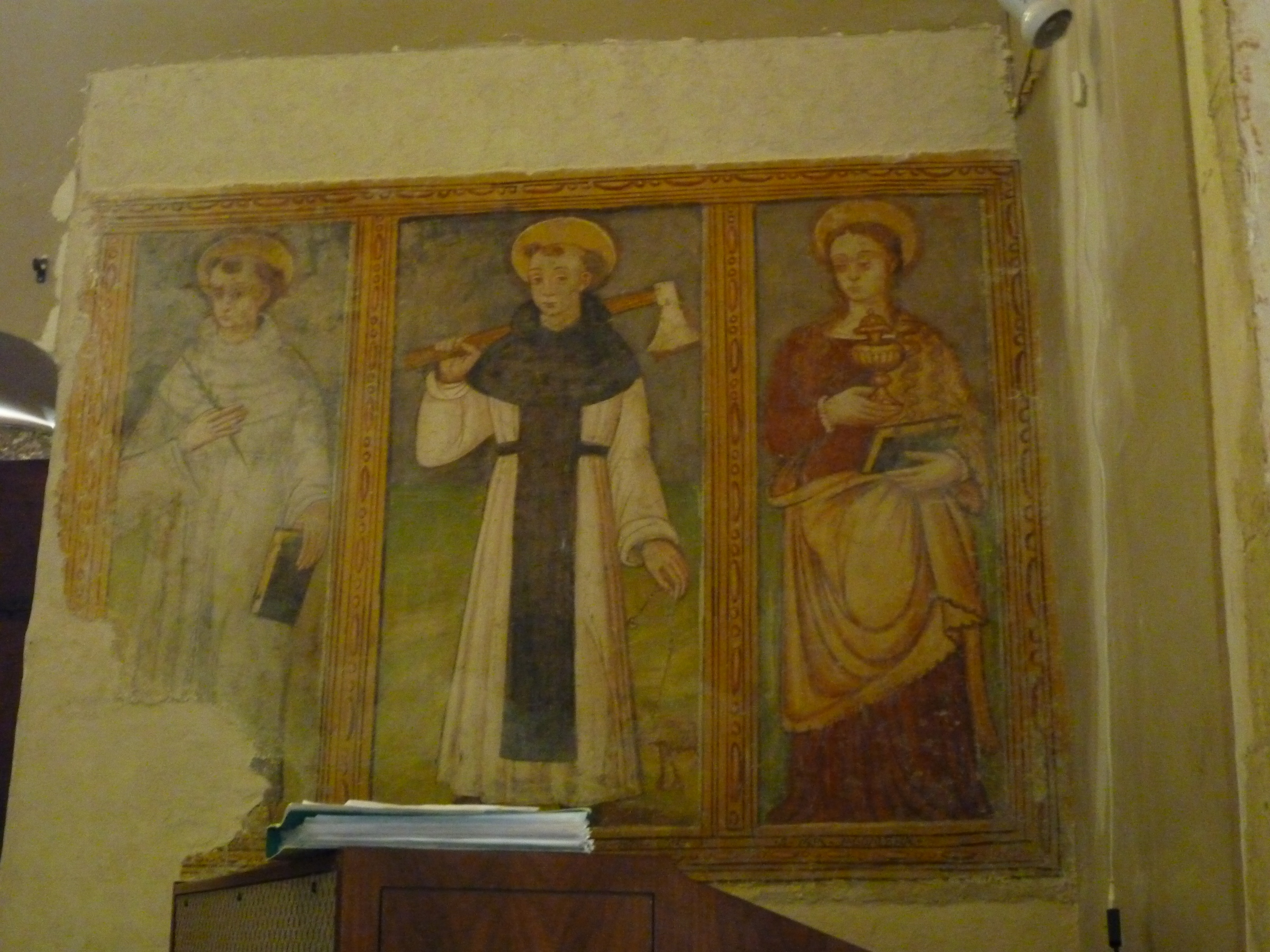
Gli affreschi cinquecenteschi
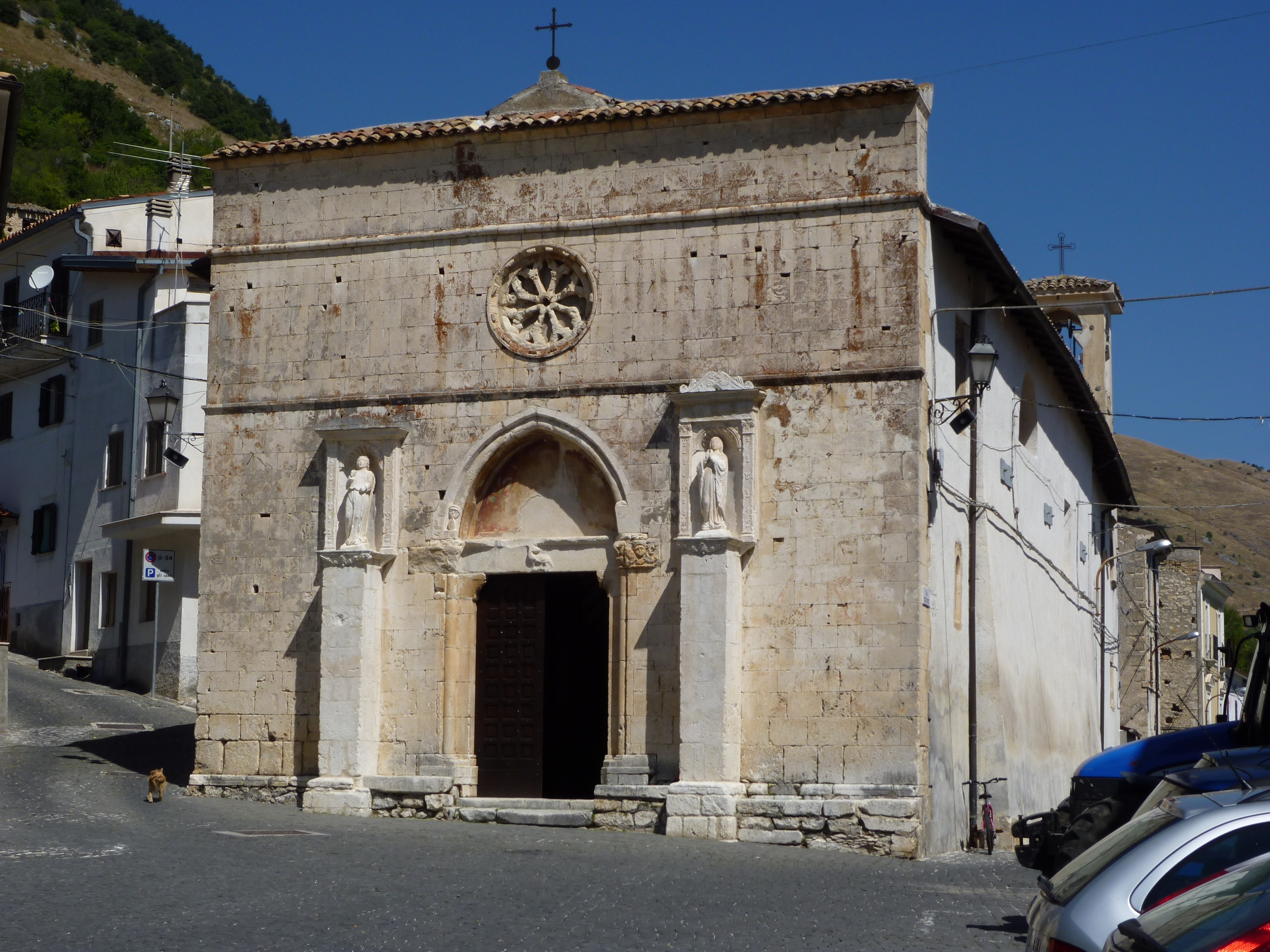
L'esterno